# Portador de dogal

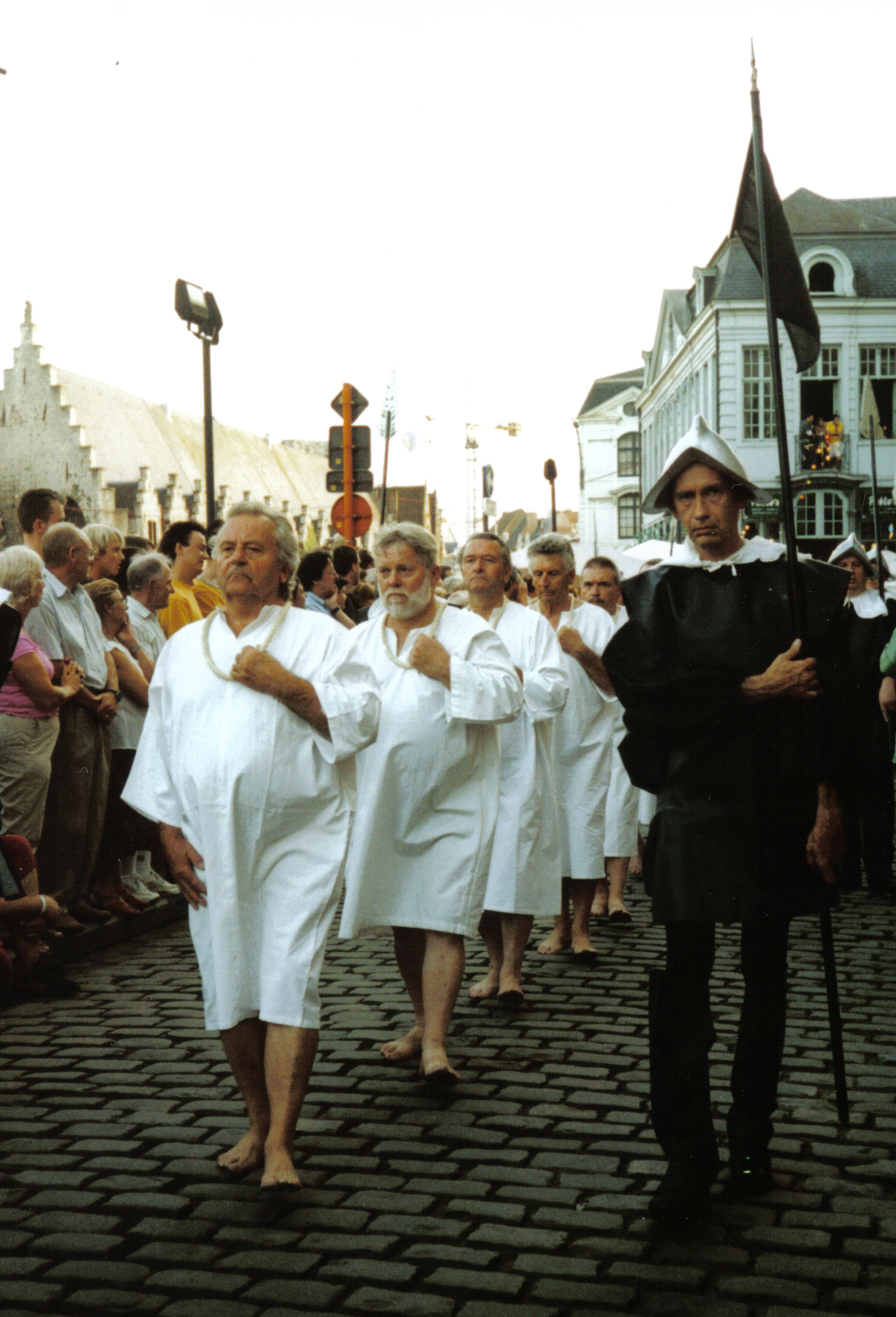
Portadors de dogal a la festa major de Gant

Portador de dogal, en neerlandès stroppendrager o abreujat strop, és el malnom dels Gantencs.
Té el seu origen al segle xvi durant el regne de Carles V al comtat de Flandes. El 3 de maig 1540 Carles V va humiliar els edils i el consell de Gant, la seva ciutat natal. Carles s'havia enfadat, per un crim de lesa majestat perpetrat per Jaume d'Artevelde durant la rebel·lió de Gant del 1539 al 1540. Va empresonar els caps de la revolta, dels quals vint-i-cinc van ser executats. La resta dels edils, per mesura d'humiliació havien de fer una processó al centre de la ciutat, descalços, en camisa blanca i portant un dogal al coll. Per dominar els Gantencs va fer construir el castell dels espanyols (Spanjaardenkasteel) inaugurat el 1545, amb una capacitat de 2500 soldats. També va imposar la Concessio Carolina, un nou estatut que va considerablement reduir l'autonomia de la ciutat, dels estats i dels gremis.
El dogal va esdevenir el símbol de la resistència orgullosa contra qualsevol tirania i abús d'autoritat. Els gantencs es veuen com a tossuts, amb un noble orgull, oberts a opinions diferents i adeptes del lliure examen en la recerca científica. El catolicisme excessiu de Carles V i la casa dels Habsburgs va exasperar la població que pocs anys després, sota el regne de Felip II de Castella van proclamar una república calvinista.
El 1973 es va crear la Confraria dels Portadors de Dogal amb l'ànim de mantenir la memòria de la revolta de Gant i de la repressió de les llibertats pel Gran Consell de l'Habsburguès. Cada any, a la vetlla de la festa major, la famosa Gentse Fieste, el divendres abans el tercer diumenge de juliol es recrea aquesta processó humiliant. Durant la festa, molta gent porta un godall bicolor blanc i negre, els principals colors de l'escut de Gant. Durant el romanticisme es volia a la fi del segle xix dedicar a Carles V una enorme estàtua a una de les places majors (el Vrijdagmarkt), però després de protestes es va optar per a Jaume d'Artevelde i Carles V va haver d'acontentar-se d'una petita estàtua a un lloc menys prominent. L'any 2000, quan es preparaven festivats per celebrar el cinc-centè aniversari del naixement de Carles V va haver-hi moltes protestes per grups que criticaven que no hi havia res de celebrar i que l'emperador bonàs i savi de la llegenda, de fet era un tirà intolerant.